# Uetka
Uetka je bio princ drevnoga Egipta 4. dinastije, sin princa Kufukafa i princeze Nefertkau, brat princa Iuenke i jedne princeze te unuk faraona Kufua i kraljice Henutsen. Bio je praunuk faraona Snofrua i kraljice Heteferes I., nećak faraona Kafre i bratić faraona Menkaure. Imao je naslov "kraljev sin" ("sin" označava bilo kojeg muškog potomka). Prikazan je u grobnici svojih roditelja u Gizi, zajedno s bratom i sestrom.